# 惠特莫爾 (加利福尼亞州)
惠特莫爾（英語：Whitmore）是位於美國加利福尼亞州沙斯塔縣的一個非建制地區。該地的面積和人口皆未知。

## 地理
惠特莫爾的座標為40°37′46″N 121°55′00″W / 40.62944°N 121.91667°W，而該地的平均海拔高度為104米（即342英尺）。